# Bad Times at the El Royale
Bad Times at the El Royale (en España; Malos tiempos en El Royale; en Hispanoamérica; Malos momentos en el Hotel Royale)  es una película estadounidense de suspenso de 2018 escrita y dirigida por Drew Goddard. La cinta está protagonizada por Jeff Bridges, Cynthia Erivo, Dakota Johnson, Jon Hamm, Cailee Spaeny, Lewis Pullman, Nick Offerman y Chris Hemsworth.

## Sinopsis
Siete desconocidos, cada uno con un secreto, se reúnen en el hotel El Royale, en el lago Tahoe, un sitio ruinoso con un oscuro pasado.

## Reparto
- Jeff Bridges: Daniel Flynn.
- Cynthia Erivo: Darlene Sweet.

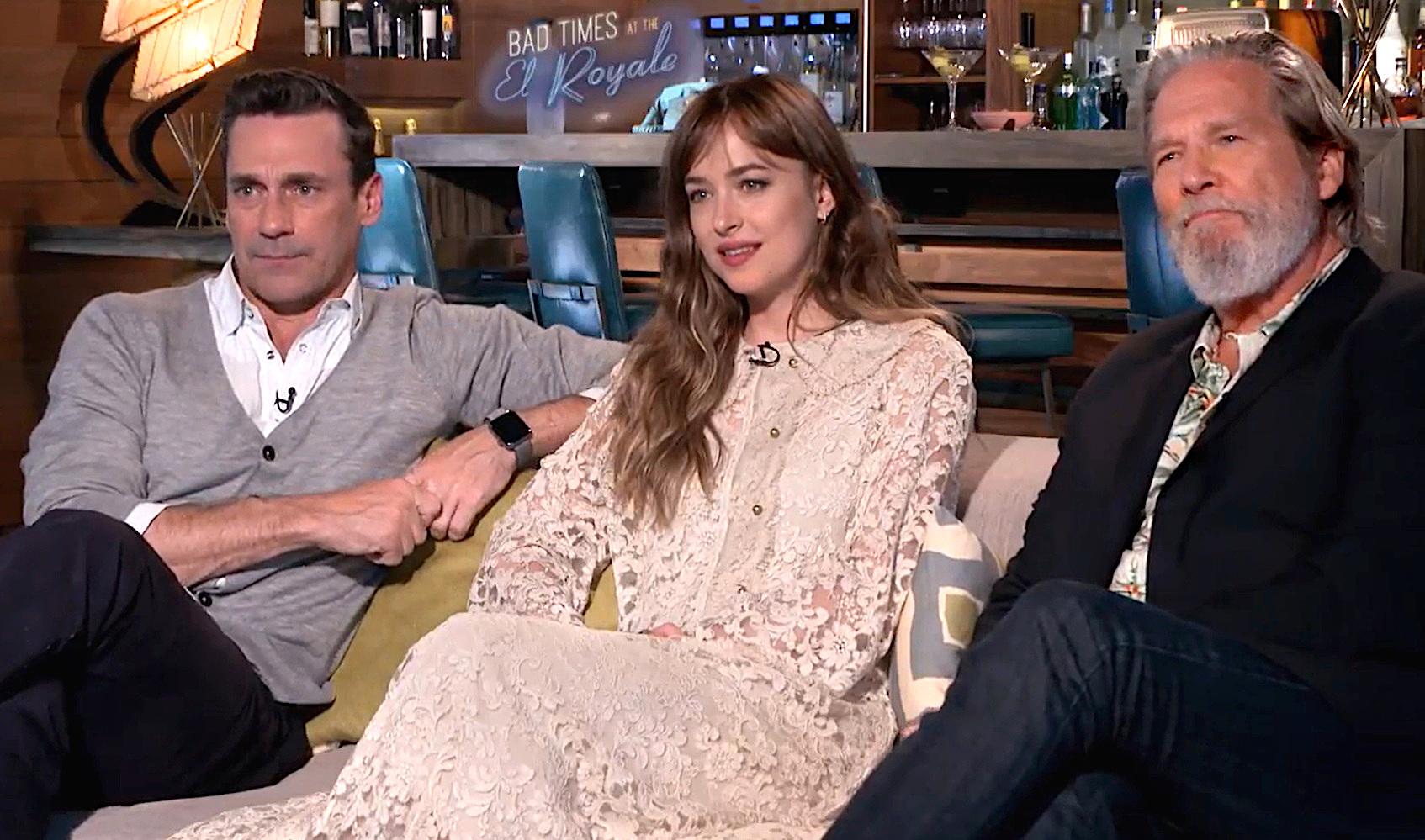
De izquierda a derecha: Jon Hamm, Dakota Johnson, Jeff Bridges

- Dakota Johnson: Emily Summerspring.
  - Hannah Zirke: Emily de joven.
- Jon Hamm: Seymour "Laramie" Sullivan.
- Cailee Spaeny: Rose Summerspring.
  - Charlotte Mosby: Rose de joven.
- Lewis Pullman: Miles Miller.
  - Austin Abell: Miles de joven.
- Chris Hemsworth: Billy Lee.
- Manny Jacinto: Wade.
- Jim O'Heir: Milton Wyrick.
- Alvina August: Vesta Cizalla.

## Estreno
El primer tráiler de la película fue estrenado el 7 de junio de 2018. La película tuvo su estreno en el Fantastic Fest el 27 de septiembre de 2018 y también se proyectó en el Festival Internacional de Cine de San Sebastián. Fue estrenada más tarde en los cines estadounidenses el 12 de octubre de 2018.

## Recepción
Bad Times at the El Royale ha recibido reseñas positivas de parte de la crítica y de la audiencia. En el portal web Rotten Tomatoes, la película posee una aprobación de 74%, basada en 257 reseñas, con una calificación de 6.7/10, con un consenso crítico que diceː "Inteligente, elegante y repleta de actuaciones sólidas, Bad Times at the El Royale ofrece pura diversión de palomitas de maíz con el sabor salado del subtexto social." e parte de la audiencia tiene una aprobación de 74%, basada en más de 5000 votos, con una calificación de 3.7/5.
El sitio web Metacritic le ha dado a la película una puntuación de 60 de 100, basada en 43 reseñas, indicando "reseñas mixtas". Las audiencias encuestadas por CinemaScore le han dado a la película una "B-" en una escala de A+ a F, mientras que en el sitio IMDb los usuarios le han dado una calificación de 7.1/10, sobre la base de 151 513 votos. En la página web FilmAffinity, la cinta tiene una calificación de 6.5/10, basada en 12 230 votos.
Fue ganadora del premio Saturn a “Mejor película de suspenso” en septiembre del año 2019.